# 科尼斯海峽
科尼斯海峽（英語：Cornice Channel）是南極洲的海峽，位於威廉群島地區，分隔斯丘厄島和阿根廷群島，由英國探險隊繪入地圖，現時由南極條約體系管理。